# Javier Gómara Granada
Ignacio Javier Gómara Granada (Echarri-Aranaz, 7 de enero de 1927 - Pamplona, 12 de febrero de 2022), fue un abogado, empresario y político español. Cofundador y primer presidente de Unión del Pueblo Navarro (UPN). Presidente del Parlamento de Navarra durante la II Legislatura (1987-1991).

## Biografía

### Familia, formación académica y actividad profesional
Hijo de Nicanor Gómara Jarauta y Teresa Granada Martínez. Fue el cuarto hijo del matrimonio, que tuvo 12 hijos.Tras estudiar en la escuela pública de Echarri-Aranaz, el colegio de los maristas de Pamplona y el de los jesuitas de Javier (Navarra), terminó el bachillerato en el Instituto Ximénez de Rada de Pamplona.  
Licenciado en Derecho por la Universidad de Zaragoza, donde estudió por libre compatibilizado durante estos años los estudios universitarios con el desarrollo de diversos trabajos. En 1952, nada más licenciarse, abrió un despacho de abogados en Pamplona y, ese mismo año, contrajo matrimonio con María Cristina Urdiáin Freire (Pamplona, 1930-2018), con quien tuvo doce hijos. Desde entonces hasta los años 80, ha ejercido la abogacía, la asesoría de empresas y desarrollado actividades empresariales en el sector de la construcción y la promoción inmobiliaria.
En los años 60 crea junto a diversos socios Constructora Industrial Navarra, empresa especializada en la construcción de silos e instalaciones deportivas, entre ellas la Ciudad Deportiva Amaya (1965). También promovió bloques de apartamentos turísticos en Cambrils (Tarragona) y de viviendas en Pamplona. Participa en proyectos de iniciativa social, como la fundación del Colegio Irabia (1964), siendo miembro de su grupo promotor. Fue consejero delegado del Polígono de Cizur (1966) y vocal de la Junta Provincial de la Agrupación de Promotores y Constructores de Navarra (1969). Dentro de su actividad profesional como abogado, fue asesor jurídico de la oficina en Pamplona de Bankunión (posteriormente Banco Urquijo Unión) y administrador de La Burundesa.
En 1993 participó, junto a otros socios, en la puesta en marcha Pamplona Televisión, la primera televisión local privada de Navarra. Ante la falta de regulación del sector, se vieron obligados a suspender las emisiones unos meses, hasta que en 1994 fue regulado el mapa audiovisual local y retomó sus emisiones. Pamplona Televisión fue el germen de Canal 4 Navarra, que en el año 2000 se integró en la red televisiones locales Localia TV.

### Actividad política

#### Ayuntamiento de Pamplona
Javier Gómara tuvo una temprana vocación política. Su dedicación a la política comenzó en 1960 como concejal del Ayuntamiento de Pamplona por el tercio sindical. Fue concejal hasta 1966, primero siendo alcalde Miguel Javier Urmeneta, y después con Juan Miguel Arrieta. Fue presidente de la comisión de Fomento y miembro de la Junta de la Caja de Ahorros Municipal. En 1964, fue elegido miembro del Consejo Foral en representación del Ayuntamiento de Pamplona.
En su labor como concejal del Ayuntamiento de Pamplona se implicó en proyectos en beneficio del desarrollo económico, cultural e industrial de la ciudad, en unos años en que Pamplona vivía intensas transformaciones fruto de la industrialización de Navarra. Entre los trabajos realizados por la corporación municipal en este periodo cabe destacar:
- El Ayuntamiento de Pamplona aprobó la cesión de los terrenos necesarios para la construcción de la Universidad de Navarra que constituyen parte del actual Campus Universitario.[7] El 6 de agosto de 1960, el hasta entonces Estudio General de Navarra es erigido en Universidad de Navarra. El 25 de octubre del mismo año se procede a la colocación de la primera piedra y el Primer Gran Canciller de la Universidad de Navarra, Josemaría Escrivá, recibe de la corporación municipal el título de Hijo Adoptivo de Pamplona.

- Participa en las negociaciones que tuvieron lugar en Madrid con el Ministerio de la Vivienda para la recalificación de los terrenos destinados al Polígono Industrial de Landaben. Del polígono de Landaben se empezó a hablar en 1958, siendo alcalde de Pamplona Miguel Javier Urmeneta, pero no fue hasta junio de 1964, siendo alcalde Juan Miguel Arrieta, cuando se alcanzó un acuerdo para la adquisición y urbanización del polígono. La Diputación Foral se hizo cargo del coste, dentro del Plan de promoción Industrial de Navarra de 1964.[8] En 1966 se implantó en el polígono Automóviles de Turismo Hispano Ingleses (AUTHI), la primera factoría de automóviles que fabricaba el Morris. Posteriormente las instalaciones pasaron a SEAT y en la actualidad pertenecen al Grupo Volkswagen, siendo la empresa más grande del tejido industrial de Navarra.[9]

- La compra al Ejército de los terrenos que albergaban en el centro de la ciudad los cuarteles militares de infantería y artillería de la División de Montaña Navarra 62 y los terrenos del Estadio Militar General Mola. Esta operación permitió el desarrollo urbanístico de Pamplona y conectar el Segundo Ensanche y el Barrio de San Juan a través de la Avenida del Ejército, nombre acordado en el Pleno Municipal del 23 de septiembre de 1963.[10] El convenio se firmó el 1 de diciembre de 1964 e incluyó la cesión de la Ciudadela al Ayuntamiento de la ciudad para fines culturales y salas de exposiciones.[11]

#### Causa Ciudadana Navarra
Como otras personas que habían ejercido cargos institucionales durante el régimen, Javier Gómara participa en el proceso político que promovió la transición del régimen franquista a la democracia. Al inicio de la Transición, en la primavera de 1976, se presenta Causa Ciudadana Navarra, una agrupación política de la que Jaime Ignacio del Burgo fue nombrado presidente y Gómara secretario. Entre los fundadores también se encontraban Juan Cruz Alli, Rafael Gurrea y Álbito Viguria. Causa Ciudadana Navarra fue el germen del Partido Socialdemócrata Foral de Navarra registrado en 1977 con Del Burgo como presidente y Gómara como miembro del Comité Permanente. Dicho partido proponía la consolidación de la democracia, junto con un control social de la economía de mercado que armonizara los principios de libertad y solidaridad.  La confluencia del Partido Socialdemócrata Foral de Navarra y del Partido Demócrata Liberal de Navarra, de Jesús Aizpún, dio origen a la creación de Unión de Centro Democrático (UCD) en Navarra de cara a las elecciones generales de 1977. En estas elecciones UCD fue la lista más votada (29% de los votos) y obtuvo tres escaños en el Congreso de los Diputados y tres senadores.

#### Unión del Pueblo Navarro
El 6 de diciembre de 1978 se aprueba en referéndum la Constitución española, que incluye una Disposición Transitoria Cuarta que establece el procedimiento para una hipotética incorporación de Navarra al País Vasco. “En un momento, con la recién estrenada democracia, en el que estaba amenazada la continuidad de Navarra como comunidad foral y singular, existía la inquietud de defenderla ante al anexionismo vasco”. Recogiendo este malestar y la preocupación presente en amplios sectores de la sociedad navarra, contraria a la Disposición Transitoria Cuarta en la que vieron una cesión del Gobierno de UCD ante el nacionalismo vasco, se funda Unión del Pueblo Navarro.
El 3 de enero de 1979, Jesús Aizpún Tuero, José Ángel Zubiaur Alegre, María Isabel Beriáin Luri, Ramón Echevarría Burce, Feliciano Aramendía Echenique, José Javier Chorraut Burguete, y el propio Javier Gómara, fundaron Unión del Pueblo Navarro. Nacía con vocación de ser un partido regionalista y democrático, no nacionalista, y que uniese bajo una misma sigla un amplio espectro ideológico desde el centro a la derecha. Defendía la singularidad foral de Navarra dentro de la nación española, junto con los valores procedentes del humanismo cristiano. Javier Gómara fue nombrado primer presidente de UPN, mientras que José Antonio Andía Montes y Miguel Iraburu Elizondo, ocupaban respectivamente la vicepresidencia y la secretaría. En 1981 fue ratificado como presidente de UPN en el I Congreso de UPN, cargo que ocupó hasta el II Congreso de UPN, celebrado en 1985.
Durante sus dos mandatos como presidente de UPN, Gómara trabajó en la implantación territorial del partido en toda la Comunidad Foral, en la definición de los principios ideológicos y programáticos que sustentan la acción del partido, y en el fortalecimiento del partido con la incorporación a UPN de relevantes personalidades políticas procedentes de diversos ámbitos del centro-derecha navarro, como Rafael Gurrea, Alfredo Jaime y Juan Cruz Alli.
El 1 de marzo de 1979, con menos de dos meses de existencia, UPN concurre a las elecciones generales, quedando como tercera fuerza política de Navarra, con el 11,17% de los votos y un acta en el Congreso de los Diputados que recae en Jesús Aizpún.
Un mes después, el 3 de abril de 1979, UPN concurrió a las primeras elecciones al Parlamento Foral, compuesto por setenta parlamentarios elegidos por Merindades por un período de cuatro años. Javier Gómara encabeza la candidatura de UPN por Pamplona capital. UPN fue el tercer el partido más votado en Navarra, con 40.764 votos (el 16,03%) y 13 parlamentarios. En esta legislatura, Javier Gómara es portavoz del grupo parlamentario de UPN, miembro de la junta de portavoces y participa en numerosas comisiones: presidente de la Comisión de Urgencia Normativa, vicepresidente de la Comisión de Régimen Local y miembro de las comisiones de Hacienda y Reglamento.
La cuestión fundamental de esta primera legislatura fue la redacción, debate y aprobación del Amejoramiento del Fuero, norma institucional básica de la Comunidad Foral de Navarra. Debatida y aprobada primero por el Parlamento Foral y después en procedimiento de lectura única por las Cortes Generales, la Ley Orgánica de Reintegración y Amejoramiento del Régimen Foral de Navarra (LORAFNA) es aprobada agosto de 1982 y regula los derechos originarios e históricos de Navarra y su régimen, autonomía, competencias e instituciones propias compatibles con la unidad constitucional.
Javier Gómara participó activamente en el debate y enmiendas a las Bases para la Negociación del Amejoramiento, fundamentando la defensa de los derechos originarios e históricos de Navarra en la Ley Paccionada de 1841 y por tanto destacando el carácter preconstitucional del Fuero navarro. Fue vicepresidente de la Comisión de Régimen Foral del Parlamento, presidida por Víctor Manuel Arbeloa.
En ese periodo, Javier Gómara mantuvo conversaciones con Víctor Manuel Arbeloa y Gabriel Urralburu, miembros de la Agrupación Socialista de Navarra integrada en esos momentos en el Partido Socialista de Euskadi (PSE), para facilitar el cambio de posición de los socialistas navarros en relación con la posible integración de Navarra en el País Vasco. La intervención de Arbeloa fue decisiva para el cambio de posición de los socialistas navarros. En junio de 1982 se celebró el congreso constituyente del Partido Socialista de Navarra (PSN), por el que se separaron del Partido Socialista de Euskadi, eligieron a Gabriel Urralburu como Secretario General del PSN, y pasaron de defender la integración de Navarra en el País Vasco a defender a Navarra como una comunidad foral y diferenciada.
Bajo la presidencia de Javier Gómara, UPN firmó el primer pacto con la Alianza Popular (AP) de Manuel Fraga, con el que Gómara estableció y mantuvo una relación de gran sintonía en el terreno personal, y con el Partido Demócrata Popular (PDP) de Óscar Alzaga, para concurrir en coalición a las elecciones generales de 1982. En aquel momento de las negociaciones, Gómara señalaba que “UPN nació con la vocación de captar a toda la gente de centro derecha, fueran liberales, socialdemócratas, democristianos… No es que tuviéramos puertas anchas, es que no teníamos puertas”. La coalición UPN-AP-PDP fue la segunda lista más votada en las elecciones generales de octubre de 1982, con 76.255 votos (25,75%) y dos escaños en el Congreso de los Diputados, ocupados por Jesús Aizpún y Javier Gómara, y un escaño en el Senado ocupado por Alfonso Añón. El pacto con Coalición Popular (AP-PDP-UL) se reeditó para las elecciones generales de 1986. Javier Gómara se presentó como candidato al Senado por UPN pero no resultó elegido.
En 1987 regresa a la política navarra, formando parte de la candidatura de UPN para las elecciones al Parlamento de Navarra. UPN fue la segunda fuerza más votada, con el 24,84% de los votos y 14 escaños. Javier Gómara fue elegido Presidente del Parlamento de Navarra durante la II Legislatura (1987-1991), con los votos favorables de UPN, Alianza Popular y Unión Demócrata Foral (PDP-PL). con Gabriel Urralburu (PSN) como Presidente del Gobierno de Navarra. Fue la primera vez que los parlamentarios de Herri Batasuna (HB) participaron en el trabajo parlamentario, incluso con la pretensión de someter al proceso de investidura como presidente a Guillermo Arbeloa que se encontraba en prisión por pertenencia a ETA.
En 1989, Alianza Popular se refunda en el Partido Popular, siendo Manuel Fraga su primer presidente y José María Aznar, candidato a la presidencia del Gobierno. UPN y PP concurren de nuevo juntos a las elecciones generales de 1989 siendo por primera vez el partido más votado en Navarra, obteniendo 92.216 votos (33,18%).
A los diez años de su fundación UPN se convierte en el partido más votado en Navarra: ha pasado de los 28.248 votos obtenidos en las elecciones generales de 1979 a los 92.216 sufragios en las de 1989, subiendo del 11,17% al 33,18% del total de votos. Esta condición de partido más votado en Navarra ya no la abandonará en las convocatorias electorales, continuando en la actualidad 34 años después.
En estos años se debatía la fórmula para unir el voto del centro-derecha en Navarra y con un pacto más estable con el PP, que Javier Gómara definía como “En Navarra, nosotros; fuera de Navarra, con vosotros”. El hecho de concurrir bajo una única candidatura era una cuestión determinante para acceder al Gobierno de Navarra, ya que la Ley establecía el denominado “procedimiento automático”. Según este mecanismo,  en el caso de que, transcurridas las sucesivas votaciones, ningún candidato hubiese obtenido la mayoría necesaria para ser investido presidente del Gobierno de Navarra, resultaba investido de forma automática el candidato de la lista más votada.
En conversaciones con Manuel Fraga y José María Aznar, y contra el parecer inicial de algunos sectores del partido, finalmente UPN firma un pacto estable con el PP en 1991, por el que el partido nacional desaparece en Navarra y sus militantes y dirigentes se integran en UPN, que representará en exclusiva al centro-derecha en Navarra. A cambio, los diputados y senadores de UPN en las Cortes Generales se integraban en el grupo parlamentario del PP en el Congreso y el Senado, aceptando la disciplina de voto. Tras este pacto, conocido como el “modelo bávaro”, el centro-derecha navarro se presenta por primera vez en una lista única en las elecciones forales de 1991. UPN es el partido más votado en Navarra (34,95% de los votos y 20 parlamentarios) y alcanza por primera vez el Gobierno de Navarra, con Juan Cruz Alli como presidente del Gobierno. Esta es la última legislatura de Javier Gómara en el Parlamento de Navarra, en la que ejerce el cargo de vicepresidente segundo de la cámara legislativa navarra (1991-1995).
Tras diecisiete años de estabilidad, el pacto entre UPN y PP se disolvió en verano de 2008. Sin embargo, desde entonces ambas formaciones han seguido concurriendo coaligados a las elecciones bajo diversas fórmulas, lo que les ha permitido seguir siendo la fuerza más votada en todas las elecciones. En la actualidad, bajo la coalición electoral Navarra Suma, ha sido la fuerza política más votada en las últimas elecciones al Parlamento de Navarra (mayo de 2019) y en las últimas elecciones generales (abril de 2019 y noviembre de 2019).
En 1995, con 68 años, Javier Gómara deja la primera línea de la política navarra y no ocupa ningún cargo público. En su condición de expresidente del partido, fue miembro del Comité Ejecutivo de UPN y de su Consejo Regional.

## Distinciones
El 4 de julio de 1991 fue distinguido con la Medalla del Parlamento de Navarra.